# أفيانكا الرحلة 03
رحلة أفيانكا رقم 03 كانت رحلة ركاب من قرطاجنة في كولومبيا إلى بوغوتا في كولومبيا، وقد تحطمت في 14 يناير 1966. بعد الإقلاع، وعندما بلغت الطائرة ارتفاع 100 قدم (30 مترًا)، فقدت الارتفاع وتحطمت في مياه ضحلة. وبعد تحقيق استمر 14 شهرًا، وُجد أن فشل المحرك هو سبب محتمل لكنه غير مثبت. كما اشتُبه في سوء الصيانة وعدم كفاية عمليات التفتيش.

## الطائرة
الطائرة المتورطة كانت من طراز دوغلاس C-54، النسخة العسكرية من دوغلاس DC-4 التي أنتجت خلال الحرب العالمية الثانية، ومسجلة برقم HK-730 لدى شركة أفيانكا. تصنيعت الطائرة في عام 1944؛ وبسبب الاحتياجات العسكرية، كانت مزودة بخزانات وقود أكبر، مما سمح لها بتنفيذ رحلات ركاب بين قاراتية.

## تسلسل الأحداث
في الساعة 20:50 من يوم 14 يناير، أُذن للطائرة بالإقلاع. وصلت الطائرة إلى ارتفاع 70 قدمًا (21 مترًا) بعد الدوران، لكنها بدأت بعد ذلك في الهبوط. فانتهى بها الأمر إلى التحطم في البحر على بعد 1300 متر من مدرج المطار. من بين 64 شخصًا كانوا على متن الطائرة، نجا 8 فقط.